# عین نحاله
عین نحاله (به عربی: عين نحالة) یک شهرداری در الجزایر است که در استان تلمسان واقع شده‌است.